# Conchata Ferrell
Conchata Galen Ferrell (28. marts 1943 i Charleston, West Virginia- 12. oktober 2020 i Sherman Oaks, Californien,) var en amerikansk skuespiller.
Ferrell er bedst kendt for sin rolle som husholdersken Berta i TV-serien Two and a Half Men, som hun modtog to Emmy- nomineringer for i 2005 og 2007.

## Filmografi
- Krampus (2015)
- Kabluey (2007)
- Mr. Deeds (2002)
- Erin Brockovich (2000)
- Touch (1997)
- En mand går amok (1991)
- Edward Saksehånd (1990)
- Kærester (1988)